# Окинава (префектура)
Вижте пояснителната страница за други значения на Окинава.
Окинава (на японски: 沖縄県, по английската Система на Хепбърн Okinawa-ken, Окинава-кен) е една от 47-те префектури на Япония. Окинава е най-южната японска префектура, която се състои от стотици острови и се разпростира на дължина от 1000 км от най-южния основен японски остров Кюшу до Тайван. Окинава е с население от 1 318 218 жители (32-ра по население към 1 октомври 2000 г.) и има обща площ от 2271,30 км² (44-та по площ). Град Наха е административният център на префектурата. В Окинава са разположени 11 града.